# Индијци
Индијци су људи који држављани или становници Индије, прве државе по броју становника на свијету која садржи преко 17,5% свјетске популације.
„Индијски” се односи на држављанство, а не на етницитет или језик. Индијска националност се састоји од многих регионални етно-лингвистичких скупина, које одржавају богату и комплексу историју Индије. Индија је дом свих већим етничких скупина које се налазе на Индијском потконтиненту. Дијаспора са индијским поријеклом, која је настала као резултат емиграције, најчешће је распрострањена у осталим дијеловима Азије и у Сјеверној Америци.